# A sötétség fejedelme
A sötétség fejedelme (eredeti cím: Prince of Darkness) 1987-ben bemutatott amerikai horrorfilm, melynek rendezője, forgatókönyvírója és zeneszerzője John Carpenter. A főbb szerepekben Donald Pleasence, Victor Wong, Jameson Parker és Lisa Blount látható.
Carpenter lovecrafti horror (kozmikus horror) témájú Apokalipszis-trilógiájának második epizódja, A dolog (1982) után és Az őrület torkában (1994) előtt.

## Cselekmény
|  | Alább a cselekmény részletei következnek! |

Egy pap (Donald Pleasence) furcsa kéréssel fordul az ismert kvantumfizikushoz, Howard Birack professzorhoz, és egyetemi tanítványaihoz. Azt szeretné, ha eljönnének Los Angelesbe, ahol egy régen elhagyatott templom pincéjében egy különös, zöld színű anyag kavarog egy üveghengerben, látszólag minden energiaforrástól mentesen. A kis csapat tagja Brian Marsh (Jameson Parker), aki elméleti fizikát tanul. Kiderül, hogy a templom utolsó gazdája egy Carlton atya nevű pap volt, aki egy rég elfeledett 16. századi szekta utolsó élő tagja volt. A Közel-Keleten találtak rá erre a furcsa tárgyra, amit aztán az Újvilágba hoztak magukkal olyan titokban, hogy arról még a Vatikán sem tudott.
A henger környékén talált és alaposan áttanulmányozott ősrégi iratok alapján azt a következtetést vonják le, hogy a folyadék tulajdonképpen az Antikrisztus megtestesülése, mely láthatólag rendelkezik értelemmel, és nagy mennyiségű adatot juttat ki magából, sugárzás útján. Különféle elemzések során megállapítják, hogy az adatok jól leírható matematikai képletek, köztük differenciálszámítás. Körülbelül két nap leforgása alatt a tartályból folyamatosan elkezd megszökni a zöld anyag, és megszállja a csapat tagjainak testét, hogy végezzen az életben maradottakkal. A templomot nem tudják elhagyni, mert a bejáratot a közelből érkezett őrült hajléktalanok eltorlaszolják, és meg is ölik két társukat. Birack és a többiek úgy gyanítják, hogy a tartályban rejtőző lény tulajdonképpen csak egy szolgája, ha úgy tetszik, a fia egy sokkal erősebb entitásnak, az Antiistennek, aki az antianyag világában létezik. A túlélők ráadásul furcsa álmokat kezdenek el tapasztalni, amely tulajdonképpen egy jövőből visszasugárzott üzenet (az "egy-kilenc-kilenc-kilenc" számú évből) – s ebben egy különös árnyalak látható a templom bejáratánál. Az üzenet minden alkalommal egyre részletesebb, küldői pedig azt szeretnék, hogy a jövőben ténylegesen bekövetkező szörnyűségeket akadályozzák meg a múltban.
Végül azonban a folyadék tartálya kinyílik, és az összes anyag megszállja az egyik diák, Kelly (Susan Blanchard) testét, aki így az Antikrisztus fizikai megtestesülésévé válik. A riasztó külsejűvé változott nőben rejtőző gonosz képes a  telekinézisre és a regenerációra, és arra készül, hogy elhozza a Földre az Antiistent egy portálon keresztül, mely a tükrökben jelenik meg. Első próbálkozása azonban sikertelenné válik, mert a tükör túl kicsi. Végül azonban talál egy megfelelő méretű tükröt, melyen átnyúlva megragadja az Antiisten kezét, hogy áthúzza, miközben a csapat tagjait a megszállt társaik lefogják. Ám Marsh szerelme, Catherine Danforth (Lisa Blount) szabadon marad, és nekifutásból áttaszítja Kellyt a portálon. Sajnos ő is az antivilágban ragad, miután a pap egy fejszével összetöri a tükröt. Ezután a megszállt társaik meghalnak, a hajléktalanok tudata kitisztul és elsétálnak, a túlélők pedig megmenekülnek, és nyugodtak, hogy megszabadultak a gonosztól.
Ám Marsh továbbra is látja az álmokat, melyekben a templom kapujában álló alak nem más, mint Danforth. Miután felébred egy rémálomból, egy tükör felé kezd el nyúlni a kezével, de hogy az egy portál-e vagy sem, nem tudjuk mert a film ekkor ér véget.
|  | Itt a vége a cselekmény részletezésének! |

## Szereplők
| Színész                  | Szerep                   | Magyar hang      |
| ------------------------ | ------------------------ | ---------------- |
| Donald Pleasence         | pap                      | Benkő Gyula      |
| Jameson Parker           | Brian Marsh              | Ujréti László    |
| Victor Wong              | Howard Birack professzor | Fülöp Zsigmond   |
| Lisa Blount              | Catherine Danforth       | Andai Györgyi    |
| Dennis Dun               | Walter                   | Kassai Károly    |
| Susan Blanchard          | Kelly                    | Bencze Ilona     |
| Anne Marie Howard        | Susan Cabot              | Radó Denise      |
| Ann Yen                  | Lisa                     | Papp Ágnes       |
| Ken Wright               | Lomax                    | Uri István       |
| Dirk Blocker             | Mullins                  | Laklóth Aladár   |
| Jessie Lawrence Ferguson | Calder                   | Vass Gábor       |
| Alice Cooper             | őrült az utcán           | (nem szólal meg) |
| Peter Jason              | Dr. Paul Leahy           | Kránitz Lajos    |
| Robert Grasmere          | Frank Wyndham            | Incze József     |
| Thom Bray                | Etchinson                | Háda János       |
| Betty Ramey              | apáca                    | Feleki Sári      |
| Jessie Ferguson          | sötét alak               | Szabó Ottó       |
| Joanna Merlin            | zsákos nő                | ?                |

## Forgatás
A film ötlete Carpenter hirtelen érdeklődésének köszönhető a kvantumfizika és az atomelmélet iránt. A leggonoszabb gonoszt ugyanis az anyag és az antianyag párosának szembeállítása terén találta meg. Ez volt az első film, mely az Alive Pictures berkein belül készült, s ahol Carpenter 3 millió dolláros költségvetést és teljesen szabad kezet kapott. A film egyik stábtagja, Shep Gordon nem más volt, mint az ismert énekes, Alice Cooper menedzsere, és így a sztár is szerepelhetett a filmben, mint a hajléktalan őrültek vezetője. Emellett egy számot is írt a filmhez, a "Prince Of Darkness" hallható is benne, Etchinson kivégzésekor, noha a dal hivatalosan csak egy évvel később jelent meg. A kivégzéshez használt eszköz Cooper színpadi show-jának az egyik kelléke is volt egyben.
Carpenter újra együtt dolgozott néhány színésszel, akikkel többször forgatott már, például Donald Pleasence-szel és Victor Wong-gal. Ez volt a későbbi nagy visszatérő, Peter Jason első filmje is. A filmet széles látószögű lencsékkel forgatták, ami az anamorf képaránnyal kombinálva egészen érdekes, torzított hatást eredményezett.
Noha Carpenter volt a forgatókönyvíró, nem a saját nevén, hanem Martin Quartermass-ként jegyzi azt, amely egy visszatérő elnevezés nála, csakúgy, mint a filmbéli fiktív Kneale Egyetem. Ezek mind utalások az ismert tévés íróra, Nigel Kneale-re és az általa alkotott képzeletbeli tudósra, Bernard Quartermass professzorra.

## Fogadtatás
"A sötétség fejedelme" meglehetősen gyengén teljesített a kritikusok előtt. Szerintük a karakterek sekélyesek, a köztük lévő kapcsolat kidolgozatlan, az alapötlet pedig meglehetősen összecsapott volt.[forrás?]